# Regen und Meer
Regen und Meer ist ein Lied der deutschen Band Juli. Es erschien im September 2004 auf ihrem ersten Album Es ist Juli und wurde im Mai 2005 als Single ausgekoppelt.

## Veröffentlichung
Wie die meisten Titel des Albums Es ist Juli, das am 20. September 2004 erschien, wurde Regen und Meer im Mohrmann-Studio in Bochum aufgenommen. Nach Perfekte Welle und Geile Zeit war das Lied die dritte Singleauskopplung aus dem Album. Regen und Meer wurde als Standardversion mit vier Tracks sowie als Pock it veröffentlicht:
Standard-Version
1. Regen und Meer (Single Version) – 3:38
2. Regen und Meer (Album Version) – 3:37
3. Regen und Meer (Jetzt 18% mehr Version) – 4:08
4. November (J.U.L.I Remix) – 3:08

Pock It
1. Regen und Meer (Single Version) – 3:38
2. November (J.U.L.I Remix) – 3:08

## Musikvideo
Das offizielle Musikvideo zu Regen und Meer wurde von der filmlounge GmbH unter der Regie von Bernd Possardt und Jeffrey Lisk sowie mit Kameramann Felix Storp produziert. Neben den Bandmitgliedern spielt der Schauspieler Oliver Korittke eine Hauptrolle. Das Video spielt – wie durch den Zeitstempel einer Überwachungskamera sowie eingeblendete Zeitungsausschnitte belegt wird – im September 1977 in Berlin: Die Bandmitglieder stellen eine terroristische Vereinigung dar, das „Kommando 1. Juli“, von dem Korittke entführt wird. Im Lauf seiner mehrwöchigen Gefangenschaft bahnt sich zwischen Eva Briegel, als dem einzigen weiblichen Mitglied der Terrorzelle, und dem Entführungsopfer eine zarte Liebesgeschichte an, so dass es schließlich auch zu Auseinandersetzungen zwischen den Entführern kommt. Am Ende wird ihr Versteck, ein unauffälliges Einfamilienhaus, von Sicherheitskräften erstürmt und Korittke befreit. Bevor Eva Briegel mit den weiteren Bandmitgliedern im Gefangenentransportwagen weggebracht wird, werfen sie und Korittke sich einen letzten Blick zu.
Die bewusste inhaltliche und optische Anlehnung des Videos an den Deutschen Herbst brachte dem Video Aufmerksamkeit und zum Teil Kritik ein. Die Bild bezeichnete das Video als „Terror-Video“, was auch vom Bildblog kritisch aufgegriffen wurde. Die Band Juli erklärte in einer Stellungnahme:

„Das Video zu ‚Regen und Meer‘ wurde in Form eines Kurzfilms gedreht und dient vielmehr der Illustration des Songtextes, einer unmöglichen Liebe am Beispiel des Stockholm Syndroms. Insofern geht es in dem Video um eine Entführungsgeschichte und die sich darin anbahnende Beziehung zwischen Entführer und Entführtem, nicht aber um die Schleyer - Entführung. Die in unserem Video dargestellte Geschichte nimmt – wie jeder Vorabend-Krimi – für die Entführer kein gutes Ende, sie werden verhaftet und die Geisel wohlbehalten befreit.“

## Mitwirkende
| Liedproduktion - Eva Briegel: Gesang - Andreas „Dedi“ Herde: Bass - Jonas Pfetzing: Gitarre - Simon Triebel: Gitarre - Marcel Römer: Schlagzeug - Olaf Opal: Produktion, Abmischung - Oli Zülch: Engineering, Abmischung | Artwork - Ben Wolf: Foto Unternehmen - Universal Music Domestic Division: Musiklabel - Island Records: Musiklabel - EMI Music Publishing: Musikverlag - Freibank Musikverlag: Musikverlag - Miraphon Management: Künstlermanagement - Mohrmann-Studio, Bochum: Tonstudio - Eikes grafischer Hort: Artwork |

## Charts und Chartplatzierungen
In den deutschen Singlecharts stieg der Titel am 16. Mai 2005 auf Platz 31 ein, was zugleich seine höchste Chartplatzierung darstellte, und hielt sich neun Wochen lang bis Juli 2005 in den Charts. In den deutschen Airplaycharts erreichte die Single für zwei Wochen die Spitzenposition. In Österreich stieg das Lied am 15. Mai 2005 in die Charts ein und konnte sich dort 15 Wochen bis September 2005 halten, wobei erst am 21. und 28. August mit Platz 52 die Höchstposition erreicht wurde. In der Schweiz erreichte das Lied keine Chartsnotierung.
| ChartsChartplatzierungen | Höchstplatzierung | Wochen |
| ------------------------ | ----------------- | ------ |
| Deutschland (GfK)        | 31 (9 Wo.)        | 9      |
| Österreich (Ö3)          | 52 (15 Wo.)       | 15     |